# Carterodon sulcidens
Carterodon sulcidens é uma espécie de roedor da família Echimyidae. É a única espécie do gênero Carterodon.
Endêmica do Brasil, onde é encontrada no Cerrado na região leste, em duas ou três populações disjuntas.